# Peste et Choléra
Peste et Choléra est un roman de Patrick Deville, paru le 23 août 2012 aux éditions du Seuil, et ayant reçu la même année le prix du roman Fnac et le prix Femina. C'est une biographie romancée du bactériologue Alexandre Yersin, membre de l'Institut Pasteur, découvreur en 1894 du bacille de la peste, nommé en son honneur Yersinia pestis.

## Écriture du roman
Le narrateur, « fantôme venu du futur »[réf. nécessaire], écrivain-voyageur de 2011-2012, ne livre pas un travail d'enquête sur les traces[réf. nécessaire] de grands hommes (biographies, archives, articles, voyages, visites, entretiens, interrogations…). Il recompose, en fait un roman, d'abord en chamboulant la chronologie. Autant de chapitres que de thématiques ou de moments : pasteuriens, courrier, hévéa, quinquina, automobile, recherche, technologie, peste, élevage, botanique, missions, voyages…). 
Parmi les personnages évoqués :
- Julius Wigand, Louis Pasteur
- Robert Koch, Shibasaburo Kitasato
- Albert Calmette, Gaston Calmette, Émile Roux, Waldemar Haffkine, Paul-Louis Simond, Eugène Wollman, Adrien Loir, Henri Jacotot, Louis Boëz (de), André Lambert, Noël Bernard, Thierry Vernet, Camille Pesas, Armand Krempf, Joseph Meister
- Léon Serpollet, Armand Peugeot
- Hubert Lyautey, Paul Doumer, Bao Dai, Ho Chi Minh
- Arthur Rimbaud, Pierre Loti, James Joyce, Louis-Ferdinand Destouches

## Résumé
Alexandre Yersin naît en 1863. Alors que ses parents habitent en Suisse, il part à 20 ans faire médecine en Allemagne. Yersin veut être médecin explorateur comme Livingstone. Il finit ses études auprès de Louis Pasteur à l'Institut Pasteur de Paris puis repart en Allemagne suivre les cours de Koch. De retour en France, il découvre la toxine diphtérique avec Émile Roux. 
En 1890, il part pour l'Indochine, qu'il explore. Vers 1895, les Anglais l'appellent à Hong Kong, parsemé de cadavres de pestiférés. Il isole le bacille de la peste, définit le rôle des rats et envoie des prélèvements à Paris. Yersin crée une communauté scientifique en Indochine puis il élabore un vaccin contre la peste à Paris. Vers 1910 en Indochine, il plante des hévéas et fabrique du caoutchouc ; il fait de même pour la quinine. Il meurt en 1943. Roux, quant à lui, a découvert le bacille du choléra.

## Accueil critique
Ce roman de Patrick Deville est l'un des plus en vue de la rentrée littéraire 2012. Après avoir obtenu le prix du roman Fnac le 28 août 2012, il a été présélectionné dans la première liste de 12 romans en lice pour le prix Goncourt 2012 (puis dans les listes réduites à huit et à quatre romans), des 14 romans pour le prix Médicis, des 13 romans pour le prix Renaudot, et des sept romans du prix Décembre.
Le 5 novembre 2012, le roman est récompensé du prix Femina. Deux jours plus tard, le roman est battu pour l'obtention du prix Goncourt par Le Sermon sur la chute de Rome de Jérôme Ferrari au deuxième tour de scrutin par quatre voix contre cinq et deux voix à La Vérité sur l'affaire Harry Quebert de Joël Dicker. Il est en outre récompensé, en décembre 2012, par le prix des prix littéraires.

## Éditions
- Éditions du Seuil, 2012,  (ISBN 978-2021077209)